# Diecéze Bangassou
Diecéze Bangassou je římskokatolická diecéze, nacházející se ve Středoafrické republice.

## Území
Diecéze zahrnuje prefektury Haut-Mbomou a Mbomou.
Biskupským sídlem je město Bangassou, kde se nachází hlavní chrám diecéze, Katedrála svatého Petra Clavera.
Rozděluje se do 13 farností.
Je součástí církevní provincie Bangui.

## Historie
Dne 14. června 1954 byla bulou Cum pro certo papeže Pia XII. zřízena z části území apoštolského vikariátu Bangui apoštolská prefektura Bangassou.
Dne 10. února 1964 byla prefektura bulou Quod sacri Evangelii papeže Pavla VI. povýšena na diecézi.
Dne 18. prosince 2004 bylo část jejího území včleněno do nové diecéze Alindao.

## Seznam apoštolských prefektů a biskupů

### Apoštolská prefektura Bangassou
- 1955–1964 Martin Bodewes, C.S.Sp.

### Diecéze Bangassou
- 1964–2000 Antoine Marie Maanicus, C.S.Sp.
- od 2000 Juan-José Aguirre Muñoz, M.C.C.J.